# ژوزف هرمان
ژوزف هرمان (فرانسوی: Joseph Hermans‎) کماندار اهل بلژیک بود. از افتخارات وی میتوان به کسب مدال طلا در بازی‌های المپیک تابستانی ۱۹۲۰ اشاره کرد.